# Adaobi Tricia Nwaubani
Adaobi Tricia Nwaubani (* 1976 in Enugu, Nigeria) ist eine nigerianische Schriftstellerin. Ihr Roman I Do Not Come to You by Chance wurde als bester afrikanischer Debütroman mit dem Commonwealth Writers’ Prize ausgezeichnet.

## Leben
Adaobi Tricia Nwaubani wurde in Enugu im gleichnamigen Bundesstaat als Tochter von Chukwuma Hope Naubani und Patricia Uberife Nwaubani geboren, zog aber bereits ein Jahr später mit ihren Eltern nach Umuahia, Bundesstaat Abia, wo sie ihre frühe Kindheit verbrachte. Ab dem Alter von zehn Jahren besuchte sie das Federal Government Girls College in Owerri, Bundesstaat Imo. Anschließend studierte sie Psychologie an der Universität Ibadan.
Sie ist Redakteurin der nigerianischen Zeitung Next und lebt in Lagos.

## Werke
- I Do Not Come to You by Chance. Hyperion, 2009, ISBN 1-401323111.
  - Deutsch als Die meerblauen Schuhe meines Onkels Cash Daddy. Aus dem Englischen von Karen Nölle. dtv, München 2011, ISBN 978-3-423-24861-7.

## Auszeichnungen
- 2010: Commonwealth Writers’ Prize: bester afrikanischer Debütroman für I Do Not Come to You by Chance